# Teoria do dínamo
A teoria do dínamo, por vezes referida como efeito dínamo, propõe um mecanismo pelo qual um corpo celestial, como a Terra, gera um campo magnético. A teoria descreve o processo pelo qual um fluido condutor de eletricidade em rotação e convecção pode manter um campo magnético durante escalas temporais astronômicas. Acredita-se que um dínamo seja a fonte do campo magnético da Terra e dos campos magnéticos de Mercúrio e do planeta Júpiter.

## História
Quando William Gilbert publicou de Magnete em 1600, concluiu que a Terra é magnética e propôs a primeira hipótese para a origem desse magnetismo: magnetismo permanente como o encontrado no ímã. Em 1919, Joseph Larmor propôs que um dínamo poderia estar gerando o campo.  No entanto, mesmo depois que ele apresentou sua hipótese, alguns cientistas proeminentes apresentaram explicações alternativas. Em 1905, logo após compor seu trabalho sobre a relatividade especial, Albert Einstein descreveu a origem do campo magnético terrestre como sendo um dos grandes problemas não resolvidos que desafiavam os físicos modernos. Einstein acreditava que poderia haver uma assimetria entre as cargas do elétron e do próton, de modo que o campo magnético da Terra seria produzido por toda a Terra. O ganhador do Prêmio Nobel Patrick Blackett fez uma série de experimentos procurando uma relação fundamental entre o momento angular e o momento magnético, mas não encontrou nenhum. 
Walter Maurice Elsasser (20 de março de 1904 - 14 de outubro de1991) foi um físico americano nascido na Alemanha, considerado "pai" da teoria do dínamo presentemente aceita como uma explicação para o magnetismo da Terra. Ele propôs que este campo magnético resultava de correntes elétricas induzidas no núcleo externo e fluido da Terra, e revelou a história do campo magnético da Terra por meio do estudo pioneiro da orientação magnética dos minerais nas rochas.
Para manter o campo magnético contra o decaimento ôhmico (que ocorreria para o campo de dipolo em 20 000 anos) o núcleo externo deve ter mecanismos de convecção, provavelmente resultante de uma combinação de convecção termal e convecção composicional. O manto controla a taxa à qual o calor é extraído do núcleo. As fontes de calor incluem a energia gravitacional liberada pela compressão do núcleo, a energia gravitacional liberada pela rejeição de elementos leves (provavelmente enxofre, oxigênio, ou silício) no limite do núcleo interno conforme este cresce, o calor de cristalização latente no limite do núcleo interno, e a radioatividade do potássio, urânio, e tório.
No começo do século XXI, a modelagem numérica do campo magnético da Terra não foi demonstrada com sucesso, mas a resposta apontava estar próxima. Os primeiros modelos são focados na geração de campo por convecção no núcleo externo fluido do planeta. Desta forma, foi possível mostrar a geração de um campo forte semelhante ao da Terra quando o modelo assumiu uma temperatura uniforme da superfície do núcleo e viscosidades excepcionalmente altas para o fluido do núcleo. Computações que incorporaram valores de parâmetros mais realistas produziram campos magnéticos que, apesar de menos semelhantes à Terra, apontam o caminho para refinamentos de modelo que podem levar a um modelo analítico preciso. Pequenas variações na temperatura da superfície do núcleo, na faixa de alguns milikelvins, resultam em um aumento significativo no fluxo convectivo de forma a prodruizir campos magnéticos mais realistas. 

## Definição formal
A teoria do dínamo descreve o processo pelo qual um fluido condutor em rotação e convecção mantém um campo magnético. Esta teoria é usada para explicar a presença de campos magnéticos com uma duração anômala em corpos astrofísicos. O fluido condutor no geodínamo é o ferro líquido no núcleo exterior, e no dínamo solar é o gás ionizado na tacoclina. A teoria do dínamo para corpos astrofísicos utiliza equações de magnetoidrodinâmica para investigar como o fluido pode regenerar continuamente o campo magnético.
Já se acreditou que o dipolo, que compreende a maior parte do campo magnético terrestre e está desalinhado 11,3 graus em relação ao eixo de rotação, era causado pela magnetização permanente dos materiais na Terra. Isto significa que a teoria do dínamo foi originalmente usada para explicar o campo magnético solar na sua relação com o da Terra. No entanto, esta teoria, que inicialmente foi proposta por Joseph Larmor em 1919, foi modificada devido a estudos extensos das variações magnéticas seculares, paleomagnetismo (incluindo inversão de polaridades), sismologia, e da abundância de elementos no sistema solar. Além disso, a aplicação das teorias de Carl Friedrich Gauss às observações magnéticas mostrou que o campo magnético da Terra tinha uma origem interna, e não externa.
Existem três requisitos para que um dínamo funcione:
- Um meio fluido condutor de eletricidade
- Energia cinética fornecida pela rotação planetária
- Uma fonte interna de energia para abastecer os movimentos de convecção no interior do fluido.[10]

No caso da Terra, o campo magnético é induzido e constantemente mantido pela convecção do ferro líquido no núcleo externo. Um dos requisitos para a indução de campos é um fluido em rotação. A rotação do núcleo externo é fornecida pelo efeito de Coriolis produzido pela rotação da Terra. A força de Coriolis tende a organizar os movimentos do fluido e correntes elétricas em colunas (veja também coluna de Taylor) alinhadas com o eixo de rotação. A indução ou criação do campo magnético é descrita pela equação de indução:
{\displaystyle {\frac {\partial \mathbf {B} }{\partial t}}=\eta \nabla ^{2}\mathbf {B} +\nabla \times (\mathbf {u} \times \mathbf {B} )}
onde u é a velocidade, B é o campo magnético, t é o tempo e {\displaystyle \eta =1/\sigma \mu } é a difusividade magnética com condutividade elétrica  {\displaystyle \sigma } e permeabilidade {\displaystyle \mu }. A razão entre segundo termo do lado direito com o primeiro termo dá o número de Reynolds magnético, um quociente adimensional de advecção do campo magnético à difusão.

### Aquecimento das marés embasado pelo dínamo
As forças de maré entre os corpos em órbita celestial causam atrito que aquece seu interior. Isso é conhecido como aquecimento das marés, e ajuda a manter o interior em estado líquido. Um interior líquido que pode conduzir eletricidade é necessário para produzir um dínamo. Enceladus de Saturno e Io de Júpiter, luas destes respectivos planetas, têm aquecimento de maré suficiente para liquidificar seus núcleos internos, mas eles podem não criar um dínamo porque não podem conduzir eletricidade.  Mercúrio, apesar de seu pequeno tamanho, possui um campo magnético, pois possui um núcleo líquido condutor criado por sua composição de ferro e atrito resultante de sua órbita altamente elíptica. É teorizado que a Lua já teve um campo magnético, com base em evidências de rochas lunares magnetizadas, devido à sua curta distância mais próxima da Terra, criando o aquecimento das marés. Uma órbita e rotação de um planeta ajuda a fornecer um núcleo líquido e suplementa a energia cinética que corrobora a ação do dínamo.

## Teoria cinemática do dínamo
Na teoria cinemática do dínamo, o campo velocidade é prescrito, em vez de ser uma variável dinâmica. Este método não consegue fornecer o comportamento variável com o tempo de um dínamo totalmente caótico e não-linear, mas é útil para estudar como a força do campo magnético varia com a velocidade e estrutura do fluxo.
Utilizando as equações de Maxwell simultaneamente com a curva da lei de Ohm, pode derivar-se o que é basicamente a equação do autovalor linear para os campos magnéticos (B) que podem ser feitos quando se assume que o campo magnético é independente do campo velocidade. Chega-se a um número de Reynolds magnético crítico acima do qual a força do fluxo é suficiente para amplificar o campo magnético imposto, e abaixo do qual ele decai.
O aspecto mais funcional da teoria cinemática do dínamo é que ela pode ser usada para testar se um campo de velocidade é ou não capaz da ação de dínamo. Ao aplicar um certo campo de velocidade a um campo magnético pequeno, pode determinar-se por observação se o campo magnético tende a crescer ou não em reação ao fluxo aplicado. Se o campo magnético cresce, então o sistema ou é capaz da ação de dínamo, ou é um dínamo, mas se o campo magnético não cresce, então ele é referido simplesmente como não-dínamo.
O paradigma da membrana é uma forma de ver um buraco negro que permite que o material próximo de sua superfície seja expresso na linguagem da teoria do dínamo.

### Dínamo cinemático como uma quebra espontânea da super simetria topológica
O dínamo cinemático também pode ser visto como o fenômeno da quebra espontânea da super simetria topológica da equação diferencial estocástica associada ao fluxo da matéria de fundo. Dentro da teoria supersimétrica da estocástica, esta super simetria é uma propriedade intrínseca de todas as equações diferenciais estocásticas, seu significado é a preservação da continuidade do espaço de fase do modelo por fluxos de tempo contínuos, e sua quebra espontânea é a generalização estocástica do conceito de caos determinístico.  Em outras palavras, o dínamo cinemático é uma manifestação da caoticidade do fluxo subjacente da matéria de fundo.

## Teoria não-linear do dínamo
A aproximação cinemática torna-se inválida quando campo magnético se torna suficientemente forte para afetar os movimentos do fluido. Nesse caso, o campo velocidade é afetado pela força de Lorentz, e portanto a equação de indução não é mais linear no campo magnético. Na maioria dos casos, tal conduz a uma supressão da amplitude do dínamo. Tais dínamos são por vezes designados dínamos hidromagnéticos. Virtualmente todos os dínamos em astrofísica e geofísica são dínamos hidromagnéticos.
A ideia principal da teoria é que qualquer pequeno campo magnético existente no núcleo externo cria correntes no fluido em movimento devido à força de Lorenz. Essas correntes criam um campo magnético adicional devido à lei de Ampère. Com o movimento do fluido, as correntes são transportadas de forma que o campo magnético fique mais forte (desde que u . (J X B) é negativo)  Assim, um campo magnético "semente" pode ficar cada vez mais forte até atingir algum valor relacionado às forças não magnéticas existentes.
Modelos numéricos são usados para simular dínamos completamente não-lineares. São necessárias no mínimo cinco equações, indicadas abaixo. Ver acima a equação de indução. Equação de Maxwell:
{\displaystyle \nabla \cdot {\vec {B}}=0}
A conservação de massa (por vezes) de Boussinesq:
{\displaystyle \nabla \cdot {\vec {u}}=0}
A conservação de momento (por vezes) de Boussinesq, também conhecida como equação de Navier-Stokes:
{\displaystyle {\frac {D{\vec {u}}}{Dt}}=-\nabla p+\nu \nabla ^{2}{\vec {u}}+\rho ^{'}{\vec {g}}+2{\vec {\Omega }}\times {\vec {u}}+{\vec {\Omega }}\times {\vec {\Omega }}\times {\vec {R}}+{\vec {J}}\times {\vec {B}}}
onde {\displaystyle \nu } é a viscosidade cinemática, {\displaystyle \rho ^{'}} é perturbação de densidade que fornece a flutuabilidade (para convecção térmica {\displaystyle \rho ^{'}=\alpha \Delta T}, {\displaystyle \Omega } é a a velocidade de rotação da Terra, e {\displaystyle {\vec {J}}} é a densidade de corrente elétrica.
Finalmente, uma equação de transporte, geralmente de calor (por vezes de concentração de elementos leves):
{\displaystyle {\frac {\partial T}{\partial t}}=\kappa \nabla ^{2}T+\epsilon }
onde T é temperatura, {\displaystyle \kappa =k/\rho c_{p}} é a difusividade térmica com condutividade térmica k, {\displaystyle c_{p}} capacidade calorífica, e {\displaystyle \rho } densidade, e {\displaystyle \epsilon } é uma fonte de calor opcional. Frequentemente a pressão é a pressão dinâmica, com a pressão hidrostática e o potencial centrípeto removidos. Estas equações são então não-dimensionais, introduzindo os parâmetros adimensionais,
{\displaystyle Ra={\frac {g\alpha TD^{3}}{\nu \kappa }},E={\frac {\nu }{\Omega D^{2}}},Pr={\frac {\nu }{\kappa }},Pm={\frac {\nu }{\eta }}}
onde Ra é o número de Rayleigh, E o número de Ekman, Pr e Pm os números de Prandtl e de Prandtl magnético. A escala do campo magnético é frequentemente variada em unidades de números de Elsasser {\displaystyle B=\rho \Omega /\sigma }^1/2.

## Modelos Numéricos
Em termos gerais, os modelos do geodinamo tentam produzir campos magnéticos consistentes com os dados observados, dadas certas condições e equações, conforme mencionado nas seções acima. Implementar as equações magnetohidrodinâmicas com sucesso foi de particular importância porque levaram os modelos de dínamo à auto consistência. Embora os modelos geodinâmicos sejam especialmente prevalentes, os modelos dínamo não se restringem necessariamente ao geodinamo; modelos de dínamo solar e geral também são de interesse. O estudo de modelos de dínamo tem utilidade no campo da geofísica, pois isso pode identificar como vários mecanismos formam campos magnéticos como os produzidos por corpos astrofísicos como a Terra e como eles fazem com que os campos magnéticos exibam certas características, como inversões de polos.
As equações usadas em modelos numéricos de dínamo são altamente complexas. Durante décadas, os teóricos ficaram confinados aos modelos de dínamo cinemáticos bidimensionais descritos acima, nos quais o movimento do fluido é escolhido com antecedência e o efeito no campo magnético calculado. A progressão de modelos lineares para não lineares tridimensionais de dínamo foi em grande parte dificultada pela busca de soluções para equações magneto-hidrodinâmicas, que eliminam a necessidade de muitas das suposições feitas em modelos cinemáticos e permitem a auto consistência.
Os primeiros modelos de dínamo auto consistentes, aqueles que determinam os movimentos do fluido e o campo magnético, foram desenvolvidos por dois grupos em 1995, um no Japão e um nos Estados Unidos.   Este último foi feito como um modelo em relação ao geodinamo e recebeu atenção significativa porque reproduziu com sucesso algumas das características do campo da Terra.  Após essa descoberta, houve um grande aumento no desenvolvimento de modelos de dínamo tridimensionais razoáveis.
Embora muitos modelos auto consistentes existam agora, há diferenças significativas entre os modelos, tanto nos resultados que produzem quanto na maneira como foram desenvolvidos. Dada a complexidade de desenvolver um modelo geodinâmico, existem muitos lugares onde podem ocorrer discrepâncias, como ao fazer suposições envolvendo os mecanismos que fornecem energia para o dínamo, ao escolher valores para parâmetros usados em equações ou ao normalizar equações. Apesar das muitas diferenças que podem ocorrer, a maioria dos modelos compartilham características como dipolos axiais claros. Em muitos desses modelos, fenômenos como variação secular e reversões de polaridade geomagnética também foram recriados com sucesso.

### Observações
Muitas observações podem ser feitas a partir de modelos de dínamo. Os modelos podem ser usados para estimar como os campos magnéticos variam com o tempo e podem ser comparados aos dados paleomagnétismo observados para encontrar semelhanças entre o modelo e a Terra. Devido à incerteza das observações paleomagnetismo, no entanto, as comparações podem não ser inteiramente válidas ou úteis.  Modelos simplificados de geodinamo mostraram relações entre o número do dínamo (determinado pela variação nas taxas de rotação no núcleo externo e convecção assimétrica de espelho (por exemplo, quando a convecção favorece uma direção no norte e a outra no sul)) e reversões do pólo magnético também encontrou semelhanças entre o geodinamo e o dínamo do Sol. Em muitos modelos, parece que os campos magnéticos têm magnitudes um tanto aleatórias que seguem uma tendência normal de média a zero.  Além dessas observações, observações gerais sobre os mecanismos que alimentam o geodinamo podem ser feitas com base em quão precisamente o modelo reflete os dados reais coletados da Terra.

### Modelagem moderna
A complexidade da modelagem do dínamo é tão grande que os modelos do geodinamo são limitados pelo poder atual dos supercomputadores, particularmente porque calcular o número de Ekman e Rayleigh do núcleo externo é extremamente difícil e requer um grande número de cálculos.
Muitas melhorias foram propostas na modelagem de dínamo desde a descoberta auto consistente em 1995. Uma sugestão no estudo das mudanças complexas do campo magnético é a aplicação de métodos espectrais para simplificar os cálculos. Em última análise, até que melhorias consideráveis no poder do computador sejam feitas, os métodos para calcular modelos de dínamo realistas terão que ser mais eficientes, portanto, fazer melhorias nos métodos de computação do modelo é de grande importância para o avanço da modelagem numérica de dínamo.